# 闪耀暖暖
《閃耀暖暖》是由中國開發商疊紙遊戲製作的3D換裝角色扮演遊戲，本作為暖暖系列中继《奇蹟暖暖》之后的第四代作品，续作是《无限暖暖》。遊戲於2019年2月20日開始事前預約活動，同年4月10日正式發行臺港澳版。由于大陆版号原因，中国大陆地区推迟到2019年8月6日才开放公测。

## 遊戲劇情
暖暖回到680年前，奇迹大陸新曆元年的時候，她必須找尋傳說中的設計師李爾里德所留下的線索，拯救奇迹大陸的未來。

## 登場人物
表列遊戲中主線故事登場人物。

### 主要角色
暖暖（台港澳配音：薛晴；大陆配音：陈奕雯；日语配音：花泽香菜）
19歲／女性／生日：12月6日
本作主角，喜歡搭配和收集漂亮衣服的少女，開始學習設計。
在前作被召喚到奇迹大陸，為了拯救奇迹大陸，又藉方舟穿越到680年前。
大喵（台港澳配音：林凱羚；日语配音：大谷育江）
一隻通人話的貓（自稱大喵一族），是暖暖的寵物，最喜歡吃五花肉。

### 第一章：啟程
洛昂（台港澳配音：蔣鐵城；大陸配音：赵路；日语配音：小野友树）
13歲時加入蘋果獨立軍團，是獨立戰爭中的英雄，本人不太喜歡提起這件事。
在暖暖來到新曆元年的世界後幫助她，似乎知道內情，手上有里德斷章。
海哲（台港澳配音：蔣篤慧；2019年7月23日開始為曾允凡）
蘋果聯邦花盈鎮上一家服裝店的店主。
肖揚（台港澳配音：鈕凱暘）
在服裝店挑釁暖暖的少年。
李爾里德（台港澳配音：江志倫。大陸配音：夏磊）
第一個到達記憶之海的人類，也是第一個創造出設計師之影的人，擁有無與倫比的智慧及力量。
在暖暖的夢中出現。為里德斷章的創造者。

### 第二章：星之殤
阿歡（台港澳配音：穆宣名）
妮妮爾王國星羽鎮的船家少女，為鎮上偏激風氣薰陶，對看起來不漂亮的人有歧視心態。
受暖暖影響有所醒悟，參加星羽天鵝選拔失利後，離開星羽鎮跟暖暖一起旅行。
宙（台港澳配音：宋昱璁）
方舟的管理員，小海的哥哥。
小海
方舟的管理員，宙的妹妹。
灰灰草（台港澳配音：林凱羚。大陸配音：陶典）
星羽鎮的一名少女，歌聲動聽，因外表遭養母一家人欺凌。
在暖暖到達星羽鎮的三年之前，因義姊佩佩舞盜用其作品參加比賽，憤而至比賽會場放火，後來在一片烈焰中與惡魔夜骸做了交易，浴火重生為莉莉斯女王。
佩佩舞（台港澳配音：林美秀）
灰灰草的義姊，時常嘲笑灰灰草長相，盜用灰灰草的作品參加星羽天鵝比賽，遭灰灰草放火燒傷而毀容。
老樂師
星羽鎮上唯一善待灰灰草的人，星羽天鵝比賽失火時，因為想救灰灰草而受傷成癡呆。

### 第三章：英雄的旅程
羅德爾
獨立戰爭中與洛昂並肩作戰的戰友，現任流影鎮鎮長。
葉蘇夏
相信有魔法（并拥有）的純真小女孩，遭黑鷲利用搶奪里德斷章。
黑鷲
瘦小的古怪男子，能控制人類的精神，出於某種目的要搶奪里德斷章。

### 第四章：蒼白的春天
夜宵（台港澳配音：林沛笭；大陸配音：C小調；日语配音：高桥李依）
住在雲端帝國傾雲城郊外，想以玉蘭花為主題設計裙子。
跟暖暖一行人在傾雲城的小吃攤結識，當暖暖她們碰到困難時伸出援手。
秦衣（台港澳配音：黃天佑；大陸配音：謝添天；日语配音：兴津和幸）
幕不落劇團團長，家喻戶曉的演員，也是一名設計師。
假裝成解謎人欺騙暖暖，背後似乎有龐大的勢力。

### 第五章：機械之心
魔羊
將部分身體改裝成機械的機械狂，在蘋果聯邦的羅塞城經營地下機械工廠。
指引暖暖找到審判者軍團。
左一（台港澳配音：蔣篤慧；2019年7月23日開始為傅其慧。大陸配音：馮駿驊；日语配音：伊藤静）
武裝組織「審判者軍團」的團長。
見識過暖暖的搭配之力後，同意與暖暖合作。

### 第六章：血色洛登
墨丘利（台港澳配音：張騰；大陸配音：吳磊；日语配音：森川智之）
信鴿的洛薇小姐與精靈王的孩子，成立了墨丘利財團，在奇跡大陸許多國家投資，想要得到里德斷章。
暖暖因為設計師之影的力量失控，墨丘利出現並用氣場鎮住了被控制的暖暖。正當墨丘利要帶走暖暖的時候，由萊頓和洛昂帶頭的蘋果聯邦軍方介入，將暖暖帶給左一。

### 第八章：遺忘的歌聲
暖暖發現了阿歡的真實身分，並且透過阿歡的記憶了解了她的過去。

### 第九章：心之指引
暖暖是李爾里德的繼承人,
新的神秘組織要消滅加速開啟記憶之海大門的李爾里德造成奇蹟大陸毀滅的繼承人暖暖。

### 第十章：失落的輝光
莫笛(大陸cv柯暮卿）
信鴿王城皇家樂師，提供暖暖里德斷章及源流之晶的消息，還帶暖暖到信鴿森林的秘道，使她找到奧菲莉亞女王。

### 第十一章：最後的黃昏
奧菲莉亞
信鴿王城的女王，墨丘利的妹妹，是血統純正的光之精靈，因為維持王城「輝光」的源流之晶正走向衰敗，因此犧牲自己翅膀上的輝光，延長源流之晶的壽命。

### 第十二章：狂歡前夜
洛洛梨（台港澳配音：蔣篤慧；2019年7月23日開始為曾允凡；日語配音：中原麻衣。）
妮妮爾的優雅大使，也擔任宣傳工作，同時也是聯盟管理員和模特兒，是暖暖可靠的朋友。
夜駭
莉莉斯女王身邊的隨縱，是從記憶之海的深淵誕生的惡魔，之前曾在拍賣會上以「夜海」的名字，設法得到里德斷章。

### 卷II第二章：追夢之城
朵朵甜
妮妮爾王國西西亞鎮上的當紅偶像，其真實身分是五神使之一

## 世界觀

### 奇蹟大陸的地理
蘋果聯邦
戰勝信鴿王國，從而獨立的國家。
妮妮爾王國
充滿童話風格的王國，元首由全國選舉決定，選舉標準是最符合妮妮爾氣質之人。
暖暖回到奇蹟大陸的時間點，現任女王是莉莉斯。
雲端帝國
衣裝、建築風格類似現實世界的古代中國，代表性的食物是火鍋。
信鴿王國
位於奇蹟大陸南方，被稱為「精靈、人類、矮人、地精和諧相處的神奇奇幻王國」。

### 專有名詞
方舟
漂浮在記憶之海上的建築物，由李爾里德所創造，是聯繫人類世界與記憶之海的唯一管道。
記憶之海
古往今來全人類的記憶與情感所聚集而成的海洋，由潛意識與集體無意識所產生的集合與具象。
設計師之影
貯存在方舟上的設計師記憶，是獨立於設計師的自我意識，具有影響他人精神世界的力量。
里德斷章
李爾里德的手稿，據說隱藏著足以撼動整個世界的真相。

## 遊戲方法
玩家必須在遊戲中透過替暖暖收集服饰，來增加設計師之影、搭配學院、印象等數值，藉此通過主線故事與心靈迷宮的關卡推展劇情。

## 争议
2019年10月14日，该游戏繁体中文版因資源包更新，于当年4月上線時推出的「特務風潮」主題活動的奖品「黑鴉（口罩）」（特殊配件）模組被修改。在修改前，口罩原本可正常佩戴，遮住暖暖的下半面；而在更新後，口罩變成只能掛在右耳上露出整塊臉。而物品資料說明也從原來的「經典的蒙面造型」改為「靈感來自明星的機場照」。有网友认为此举可能是因香港近期实施的《禁止蒙面规例》影响而紧急修改，也有一些网友就此表示反对。更有网友自發將暖暖各種可以遮臉的照片換成遊戲头像，並在玩家個人簡介加入反送中运动期间的示威者标语，如「光復香港，時代革命」等。而一些中國大陆玩家紛紛於微博也表示抗议，呼吁“遇到这些玩家要順手舉報、拉黑”，亦有网友留言“不要把政治带入游戏”“这里不是让你们搞‘港独’的地方”。对此游戏开发商表示这是“原厂设定”，是为了“维护健康、和谐的游戏氛围”，同时也会“维护好暖暖的个人形象”。而系统亦開始禁止玩家個人簡介輸入敏感词，如「光復」、「時代革命」、「解放」等。

## 外部連結
- 官方网站：中國大陸、台灣